# Ricki Alexander
Ricki Alexander (* 24. September 1951 in Calgary, Alberta) ist ein ehemaliger kanadischer Eishockeyspieler, -trainer und funktionär. Als Coach war er für mehrere deutsche und Schweizer Erstligisten wie den ECD Iserlohn, EHC Olten, die Augsburger Panther und Frankfurt Lions tätig.

## Karriere
Ricki Alexander spielte zu Beginn seiner Karriere für verschiedene Nachwuchsteams in seiner Heimat, darunter die Calgary Buffaloes und die Mannschaft des Mount Royal College. Während des Studiums an der University of Calgary nahm er mit deren Eishockeyteam am Spielbetrieb der Canadian Interuniversity Athletics Union (CIAU) teil. Im Jahr 1977 wurde der Angreifer vom EHC Essen verpflichtet, mit dem er in seiner ersten Saison in Deutschland in die 2. Bundesliga aufstieg. Wegen einer Knieverletzung musste er seine Spielerkarriere im Jahr 1981 beenden.

### Trainerlaufbahn
Nach seinem Karriereende übernahm Alexander in Essen den Posten als Cheftrainer und führte das Team in der Spielzeit 1981/82 direkt zur Meisterschaft. In der Saison 1983/84 stieg er mit dem Klub in die Bundesliga auf. Anschließend wurde er vom Erstligisten ECD Iserlohn verpflichtet, mit dem er die Bundesliga-Playoffs erreichte. Über den Schweizer Nationalliga-A-Klub EHC Olten kam er im Jahr 1986 zum EC Bad Nauheim, für den er bis 1989 und dann noch einmal von 1993 bis 1996 tätig war. Mit den Roten Teufeln qualifizierte er sich in der Saison 1993/94 als Oberligist für die neu geschaffene 1. Liga, die direkt unterhalb der Deutschen Eishockey Liga (DEL) angesiedelt war. Zwischen seinen beiden Amtszeiten in Bad Nauheim verbrachte er drei Jahre als Cheftrainer des EHC Bülach in der Nationalliga B, in der er in der Saison 1996/97 als Coach des Grasshopper Club Zürich erneut tätig war.
In der Saison 1997/98 trainierte Alexander den DEL-Klub Augsburger Panther. Im Frühjahr 1999 kam er dann zum Ligakonkurrenten Frankfurt Lions, bei denen er zunächst als Trainer aktiv war, im November desselben Jahres aber zum Manager befördert wurde. Im Laufe der Saison 2000/01 wurde er von diesen Aufgaben entbunden und kehrte nach Kanada zurück. Dort ist er seit 2003 als Nachwuchstrainer in der Organisation der Calgary Hitmen tätig.

## Erfolge und Auszeichnungen
- 1978 Aufstieg in die 2. Bundesliga mit dem EHC Essen
- 1982 Meister der 2. Bundesliga mit dem EHC Essen
- 1984 Aufstieg in die Bundesliga mit dem EHC Essen-West

## Karrierestatistik
(Legende zur Spielerstatistik: Sp oder GP = absolvierte Spiele; T oder G = erzielte Tore; V oder A = erzielte Assists; Pkt oder Pts = erzielte Scorerpunkte; SM oder PIM = erhaltene Strafminuten; +/− = Plus/Minus-Bilanz; PP = erzielte Überzahltore; SH = erzielte Unterzahltore; GW = erzielte Siegtore; 1 Play-downs/Relegation; Kursiv: Statistik nicht vollständig)